# Castello di Buona Speranza
Il Castello di Buona Speranza (in olandese Kasteel de Goede Hoop, in afrikaans Kasteel die Goeie Hoop, in inglese Castle of Good Hope) è una fortificazione alla moderna risalente al XVII secolo situata presso Città del Capo in Sudafrica.